# Led Zeppelin III
| Recensione                        | Giudizio            |
| --------------------------------- | ------------------- |
| AllMusic                          | [ 13 ]              |
| Robert Christgau                  | B+                  |
| The New Rolling Stone Album Guide | [ 15 ]              |
| Sputnikmusic                      | 5.0 (Classic)       |
| Piero Scaruffi                    | [ 17 ]              |
| Ondarock                          | (Disco consigliato) |
| Dizionario del Pop-Rock           | [ 19 ]              |
| 24.000 dischi                     | [ 20 ]              |
| Discogs                           | [ 21 ]              |
| Storia della musica               | [ 22 ]              |
| Pitchfork                         | [ 23 ]              |

Led Zeppelin III è il terzo album della rock band inglese Led Zeppelin, pubblicato nel 1970 dalla Atlantic Records.
Fu registrato in tre località diverse ma prevalentemente in una casa di campagna nell'East Hampshire nota come Headley Grange, utilizzando il Rolling Stones Mobile Studio; le altre sessioni si svolsero agli Island Studios e agli Olympic Studios di Londra. Come per l'album precedente non presero parte altri musicisti oltre ai membri della band e fu prodotto da Page.
L'album oltre a brani hard rock come Celebration Day e Immigrant Song ha anche brani acustici e folk rock come Gallows Pole e That's the Way. Fu da subito un successo commerciale raggiungendo la vetta delle classifiche del Regno Unito e degli Stati Uniti. Sebbene molti critici inizialmente fossero confusi sul cambiamento di stile musicale e abbiano dato all'album risposte contrastanti, da allora l'album è riconosciuto come un'importante pietra miliare nella storia della band e un punto di svolta nella loro musica.

## Storia
Ad aprile 1970, dopo 15 mesi trascorsi in prevalenza negli USA (periodo nel quale compiono 5 tour americani, conclusisi con l'annullamento forzato di un previsto concerto a Las Vegas (19 aprile) a causa di un forte abbassamento di voce che colpì il cantante Plant), il gruppo decise di prendersi alcune settimane di riposo.
Il 23 aprile, il solo Jimmy Page fu ospite della trasmissione televisiva Julie Felix Show (trasmessa dal canale britannico BBC2, ma la messa in onda è postdatata al 26 oppure al 29) dove si esibì eseguendo un medley acustico dal titolo White Summer/Black Mountain Side.
Subito dopo, mentre Jones e Bonham stavano trascorrendo una sosta in famiglia, Page e Plant, su suggerimento di quest'ultimo, si recarono per un periodo di riposo con i rispettivi congiunti e tre collaboratori presso Bron-Yr-Aur, un villaggio sulle montagne della Snowdonia (in Galles) dove lo stesso Plant aveva già soggiornato da bambino. Qui, dopo poco tempo, i due cominciano ad abbozzare e registrare alcuni brani d'ispirazione folk su alcune chitarre acustiche: Poor Tom,That's The Way, Down By The Seaside, Bron-Y-Aur Stomp e Bron-Yr-Aur.
Il 22 giugno il gruppo si esibì a Reykjavík all'arena sportiva Laugardalsholl in uno o due shows nell'ambito di un programma di interscambio culturale tra Regno Unito e Islanda; secondo alcuni biografi è proprio dalla breve esperienza islandese che Plant trasse ispirazione per le liriche di Immigrant Song.
Il 28 giugno il gruppo partecipò come attrazione principale al Festival di Bath suonando davanti a circa 150-200'000 spettatori in quella che viene ritenuta una delle loro migliori performance. Per poter prendere parte all'evento il gruppo rifiutò un'offerta di 200'000-250'000 dollari per due concerti negli USA a Boston e New Haven, convinti che la loro partecipazione a Bath sarebbe stata una tappa determinante nel percorso finalizzato a bissare anche nel Regno Unito il successo avuto negli Stati Uniti d'America.
Grazie a questa performance (tre ore di concerto accompagnate da ben 5 bis) il gruppo ottenne in patria un riconoscimento tale da accomunarli ad altri gruppi del periodo come The Beatles, The Rolling Stones e The Who. L'esibizione di Bath va anche ricordata per un'altra ragione: in apertura per la prima volta il gruppo esegue dal vivo Immigrant Song; di questa performance non esistono registrazioni ufficiali (pare che esistano delle riprese filmate, dirette da Joe Massott, futuro regista del film-concerto The Song Remains The Same, anch'esse rimaste inedite ma annunciate come forse disponibili in futuro alla visione). Dal 16 al 19 luglio i Led Zeppelin tennero quattro concerti in Germania (Colonia, Essen, Francoforte sul Meno e Berlino) raggiungendo in ciascuna di esse un record di massima affluenza di spettatori ad un solo concerto per ogni località. 
Il 15 agosto i Led Zeppelin iniziano un nuovo tour americano (il sesto in due anni) che parte da New Haven (Connecticut) e si conclude il 19 settembre al Madison Square Garden (New York) per un totale di 19 date attraverso gli Usa; vengono toccate perfino le Hawaii dove i quattro e il loro staff si godono una breve vacanza. Durante questa sosta il settimanale musicale Melody Maker pubblica un famoso articolo intitolato "Gli Zeppelin scavalcano i Beatles" con il quale annuncia la vittoria di Page e soci nel referendum, indetto tra i suoi lettori, sul Miglior Gruppo dell'Anno, titolo fino all'anno prima (per otto anni consecutivi) ad appannaggio esclusivo del quartetto di Liverpool.

### Registrazioni
Rientrati dalle vacanze, i Led Zeppelin si riunirono all'inizio di maggio e incisero il brano Poor Tom agli Olympic Studios di Londra (composizione che rimarrà inedita fino alla sua inclusione nell'album Coda del 1982). A partire dal 19 maggio si ritirarono per circa un mese a Headley Grange, una vecchia casa di campagna in Hampshire (Inghilterra) lontana dal caos londinese. Qui completarono e registrarono la maggior parte del materiale destinato al nuovo album che la Atlantic Records, loro casa discografica, avrebbe voluto pubblicare in autunno, utilizzando per le incisioni il Rolling Stones Mobile Studio: i brani Immigrant Song, Friends, Celebration Day, Gallows Pole, Tangerine, e Bron-Y-Aur Stomp.
Nella prima metà di giugno, il gruppo tornò nuovamente agli Olympic Studios dove incise Out on the Tiles e Hats Off to (Roy) Harper; qui venne anche missata Tangerine.
La parte tecnica delle incisioni fu affidata ad Andy Johns  il quale, sempre in questa veste, aveva già prestato un suo parziale contributo a Led Zeppelin II (Thank You e Living Loving Maid), mentre suo fratello maggiore Glyn era stato ingegnere del suono del primo lavoro della band inglese.
La fine di Luglio venne impegnata nel concludere le session del nuovo album. Le operazioni si spostarono agli Island Studios (Londra) dove avvennero la registrazione e il missaggio di Since I've Been Loving You, That's The Way e Hey, Hey, What Can I Do? (che verrà pubblicato come lato B della versione a 45 giri di Immigrant Song, ma rimarrà fino al 1993 esclusa dalle ripubblicazioni in formato cd del materiale della band), e il missaggio di gran parte dei nastri ricavati dalle session ad Hadley Grange cioè Immigrant Song, Friends, Celebration Day e Bron-Y-Aur Stomp oltre a quello di Out On The Tiles e Hats Off to (Roy) Harper. Infine incisero Bron-Yr-Aur (brano che verrà anch'esso escluso dalla scaletta finale del terzo album per poi essere inserito in Physical Graffiti).
Durante la tournée statunitense il complesso si reca agli Electric Lady Studios (New York) (gli studi personali di Jimi Hendrix) dove viene missata Gallows Pole con il contributo di Eddie Kramer (allora ingegnere del suono del chitarrista di Seattle, che muore proprio in quei giorni).
Infine gli ultimi ritocchi all'album vengono dati all'Ardent Studio di Memphis ad opera di Terry Manning, che provvede al missaggio finale e al mastering. Led Zeppelin III viene pubblicato ufficialmente il 5 ottobre 1970.

## Brani
L'album si apre con un brano hard rock: Immigrant Song, composizione già in gran parte definita prima della sosta vacanziera; in questo brano per il testo Plant si è ispirato alla sua passione per la storia dell'antica Inghilterra. Seguono i brani Friends, Celebration Day e Since I've Been Loving You, quest'ultimo registrato in diretta in studio, seguiti da Out on the Tiles, secondo brano hard rock. Il lato B si apre con Gallows Pole, reinterpretazione di un brano folk tradizionale, seguito da altri brani acustici: la ballata Tangerine, That's the way, Bron-Yr-Aur Stomp e Hats off to (Roy) Harper.

## Copertina
La copertina venne realizzata da Richard Drew, in arte Zacron, un'artista conosciuto da Page nel 1963. Page si ricordò di lui per realizzare la copertina e impiegò mesi per rintracciarlo. L'idea di Zacron fu di comunicare un senso di movimento e pensò di realizzare una copertina che potesse muoversi. Venne quindi ideato una copertina con immagini riferibili al volo come dirigibili, aerei, farfalle; , attraverso poi dei fori realizzati nella copertina frontale, si intravedevano le immagini stampate su un disco di cartone retrostante la copertina frontale che era possibile ruotare in modo che, attraverso i fori, fosse possibile vedere i diversi disegni su questo disco, fra i quali anche i volti dei membri della band. L'album venne pubblicato con due mesi di ritardo a causa della copertina che non era proprio come quella che Jimmy Page aveva in mente. In Italia la prima tiratura del disco venne distribuita con una copertina provvisoria con una foto del gruppo e, in basso a destra, la seguente dicitura: “Questa busta realizzata per soddisfare le pressanti richeste (sic) di questo attesissimo nuovo disco potrà essere sostituita presso i rivenditori con la busta definitiva in corso di preparazione”.

## Accoglienza
La critica dell'epoca non giudicò positivamente l'album. Dopo l'hard rock di Led Zeppelin II, il folk di III venne preso come un infiacchimento. Alcuni critici stroncarono il disco in maniera così dura che il gruppo non fece alcuna tournée e passò subito alla registrazione del quarto album.
L'album raggiunge la prima posizione per quattro settimane nella Billboard 200 e nella Official Albums Chart. Nel resto del mondo arriva primo in Canada ed in Australia, terzo in Germania, Paesi Bassi e Norvegia, quinto in Giappone e sesto in Spagna.

## Tour
Durante il tour successivo alla pubblicazione dell'album, il gruppo tenne un'unica data in Italia il 5 luglio 1971 al Vigorelli di Milano dove avrebbe dovuto prendere parte al Cantagiro, esibendosi dopo alcuni artisti italiani; la folla in attesa dell'esibizione del gruppo contestò gli artisti italiani che aprivano la serata e poi, durante l'esibizione dei Led Zeppelin, si scatenarono disordini e dovette intervenire la polizia con cariche e lacrimogeni per sedare i disordini; alla terza canzone l'esibizione fu interrotta definitivamente a seguito della folla che, in preda al panico a causa dei lacrimogeni e delle cariche della polizia, invase il palco; il gruppo fuggì rifugiandosi nei camerini. L'esperienza negativa spinse il gruppo a non tenere più concerti in Italia.

## Tracce
Lato A
1. Immigrant Song – 2:23 (Jimmy Page, Robert Plant[48][53])
2. Friends – 3:54 (Jimmy Page, Robert Plant[48][53])
3. Celebration Day – 3:28 (Jimmy Page, Robert Plant, John Paul Jones[48][53])
4. Since I've Been Loving You – 7:24 (Jimmy Page, Robert Plant, John Paul Jones[47][48])
5. Out on the Tiles – 4:05 (Jimmy Page, Robert Plant, John Bonham[45][48])

Lato B
1. Gallows Pole – 4:56 (Tradizionale, arrangiamento di Jimmy Page e Robert Plant[49][53])
2. Tangerine – 2:57 (Jimmy Page[46][53])
3. That's the Way – 5:37 (Jimmy Page, Robert Plant[47][48])
4. Bron-Y-Aur Stomp – 4:16 (Jimmy Page, Robert Plant, John Paul Jones[48][53])
5. Hats off to (Roy) Harper – 3:42 (Tradizionale, arrangiamento di Charles Obscure[54])[45][48])

## Formazione
- Jimmy Page - chitarra acustica, chitarra elettrica e pedal steel guitar, banjo, dulcimer, basso in That's the Way, cori
- Robert Plant - voce e armonica
- John Paul Jones - basso, organo Hammond, Moog, mandolino, contrabbasso in Bron-Y-Aur Stomp, arrangiamento archi, cori
- John Bonham - batteria, percussioni, cori

Crediti tecnici
- Andy Johns - ingegnere del suono
- Terry Manning - missaggio definitivo eseguito presso l'Ardent Studio di Memphis, Tennessee (USA)
- Jimmy Page e George Marino - rimasterizzazione digitale dai nastri originali per l'edizione in cd del 1993.

## Classifiche
| Classifica (2022) | Posizione massima |
| ----------------- | ----------------- |
| Grecia            | 5                 |